# Ponta João d'Évora
Ponta João d'Évora är en udde i Kap Verde.   Den ligger i kommunen Concelho de São Vicente, i den nordvästra delen av landet, 270 km nordväst om huvudstaden Praia. Ponta João d'Évora ligger på ön São Vicente.
Terrängen inåt land är kuperad söderut. Havet är nära Ponta João d'Évora norrut. Närmaste större samhälle är Mindelo, 3,3 km söder om Ponta João d'Évora. 
Omgivningarna runt Ponta João d'Évora är i huvudsak ett öppet busklandskap. Runt Ponta João d'Évora är det ganska tätbefolkat, med 222 invånare per kvadratkilometer.